# U.S. Route 181
La U.S. Route 181 (US 181) est une US Route auxiliaire de la US 81 se trouvant entièrement au Texas. Les deux terminus de la route sont à une jonction avec l'I-37; le terminus sud étant à Corpus Christi alors que le terminus nord est près de San Antonio. La route parcourt 137 miles (220 km), essentiellement en étant parallèle à l'I-37.

## Description du tracé

### Texas
La US 181 partage son terminus sud avec celui de l'I-37. La route se dirige ensuite vers le nord-est pour traverser la Baie de Corpus Christi et arriver à Portland. À Gregory, la route bifurque vers le nord-ouest et passe d'une autoroute à une voie rapide. Elle traverse Taft, contourne Sinton, passe par Skidmore, Beeville, Pettus, Kenedy, Karnes City, Floresville et Elmendorf. Peu après, elle rencontre l'I-37 et cette jonction marque son terminus nord, près de San Antonio.

## Intersections majeures
Texas
 I-37 / SH 35 à Corpus Christi
 Future I-69E / US 77 à Sinton
 Future I-69W / US 59 à Beeville
 I-37 près de San Antonio